# Mezinárodní letiště Long Thanh
Mezinárodní letiště Long Thanh (Vietnamsky: Sân bay Quốc tế Long Thành) je plánované letiště v provincii Long Thành, Đồng Nai v jižním Vietnamu. Nachází se přibližně 40 km severovýchodně od Ho Či Minova Města, je určeno k provozu do roku 2020. Je projektováno s kapacitou více než 100 milionů odbavených cestujících ročně.

## Naléhavá nutnost nového letiště

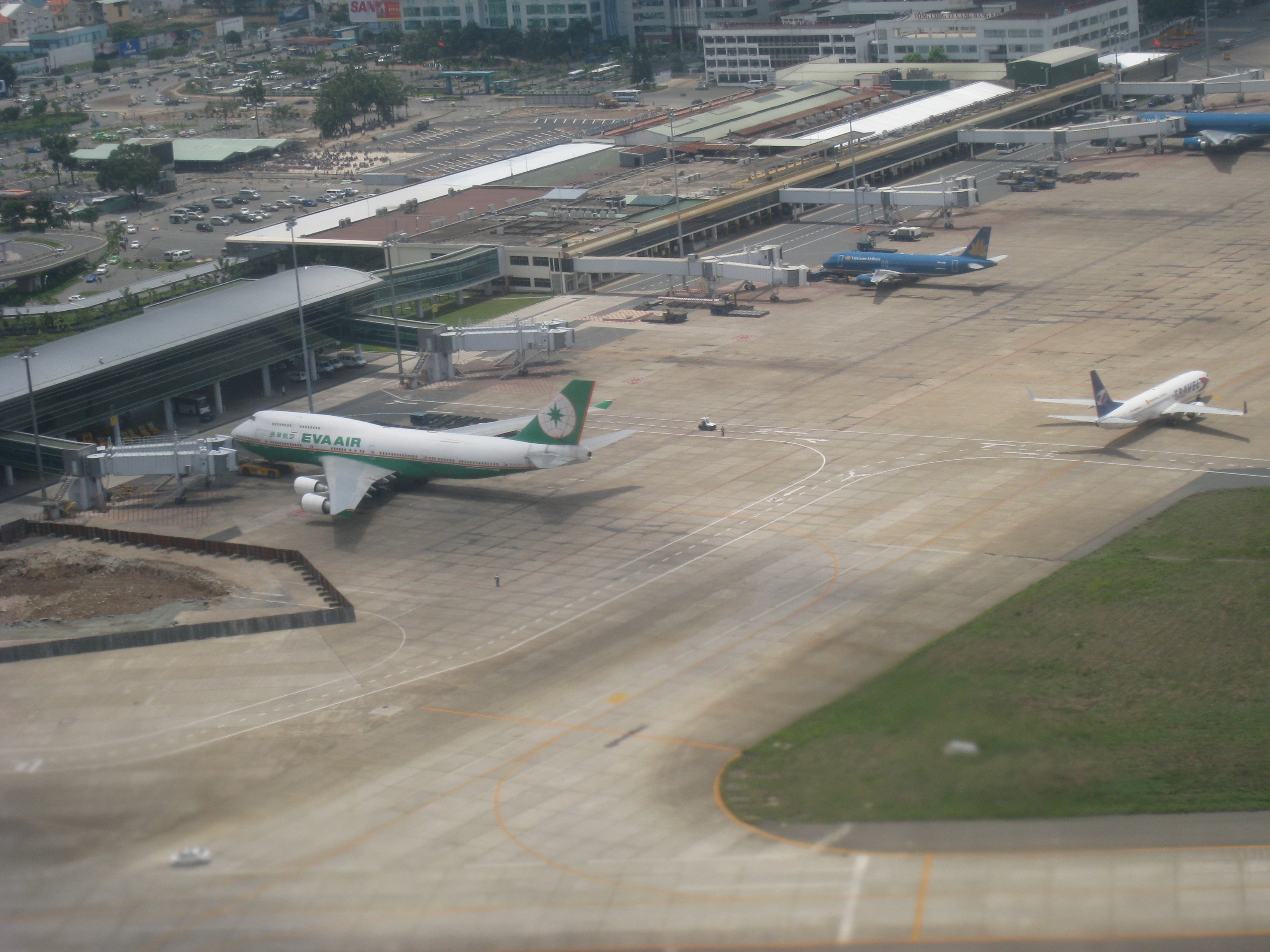
Letiště Tan Son Nhat

V roce 2016 je jediným mezinárodním letištěm v Metropolitní oblasti Ho Či Minova Města Mezinárodní Letiště Tan Son Nhat. V této oblasti o rozloze 30 404 kilometrů čtverečních má do roku 2020 žít 20 až 22 milionů obyvatel, z toho 16 - 17 milionů, tedy 77 - 80 %, městských obyvatel. Letiště Tan Son Nhat bylo postaveno během Války ve Vietnamu na podporu válečné dopravy. Jeho umístění uvnitř přeplněného Ho Či Minova Města limituje jeho další rozvoj. Je obtížné rozšířit ho tak, aby dokázalo pokrýt rostoucí roční růst cestujících. Maximální kapacita letiště Tan Son Nhat je 25 milionů cestujících ročně. V roce 2010 bylo na letišti odbaveno 15,5 milionu a s ročním tempem růstu cestujících více než 15% mělo být přetížené do roku 2015. Letiště Tan Son Nhat  bude i nadále sloužit pro mezinárodní a domácí lety až do dokončení nového Mezinárodního letiště Long Thanh.

## Územní Plán
Územní plán pro Mezinárodní letiště Long Thanh byl schválen Premiérem Phan Văn Khải v roce 2006 a v průběhu času bylo provedeno několik úprav. Projekt čelí smíšeným reakcím veřejnosti pro své velké náklady a značné vzdálenosti od centra Ho Či Minova Města.
Investice je kvůli postupnému uspokojování požadavků na dopravní výkon rozdělena do několika fází. Za realizaci projektu je zodpovědná společnost Southern Airports Corporation (společnost v rámci Ministerstva dopravy Vietnamu).

### Fáze 1 (2016–2025)
Cena první fáze projektu je odhadována na 7,8 miliard dolarů a bude rozdělena do 3 dílčích fází.

#### Fáze 1A (2016–2023)
Podle původního plánu by letiště mělo zvládnout 25 milionů cestujících za rok po dokončení této fáze, nicméně navrhovaná kapacita byla později kvůli snížení nákladů omezena na 17 milionů cestujících ročně. Na tuto fázi bude přiděleno 5,6 miliard dolarů a má být postaven jeden terminál spolu s jednou přistávací dráhou.

#### Fáze 1B (2023–2025)
Bude postavena další dráha a zvýšena celková kapacita až na 25 milionů cestujících ročně.

#### Fáze 1C (2025)
Bude postaven zbytek potřebných zařízení a bude provedeno schválení pozemků pro budoucí fáze. Letiště by mělo zahájit provoz v roce 2025.

### Fáze 2 (2025–2035)
Kapacita se zdvojnásobí na 50 milionů cestujících ročně a ke konci této fáze bude postavena třetí přistávací dráha. Dokončení je plánováno v roce 2035.

### Fáze 3 (2035–2050)
Letiště dosáhne své maximální projektované kapacity 80 až 100 milionů cestujících a 5 milionů tun nákladu za rok. Po třetí fázi budou v provozu čtyři dráhy.

## Přístupu na silnice a železnice
Letiště bude přístupné po silnici National Route 51, dálnici Ho Či Minovo Město - Long Thành  (ve výstavbě), dálnici Biên Hòa - Vũng Tàu, dálnici Long An - Long Thành, vysokorychlostní železnici Ho Chi Minh City - Long Thành a vysokorychlostní železnici Ho Chi Minh City - Nha Trang.